# Luis Blanco-Soler
Luis Blanco-Soler Pérez (Madrid, 25 de agosto de 1894-Madrid, 29 de enero de 1988) fue un arquitecto español, a quien Carlos Flores López incluye en la generación del 25. Fue uno de los precursores del racionalismo madrileño.

## Biografía

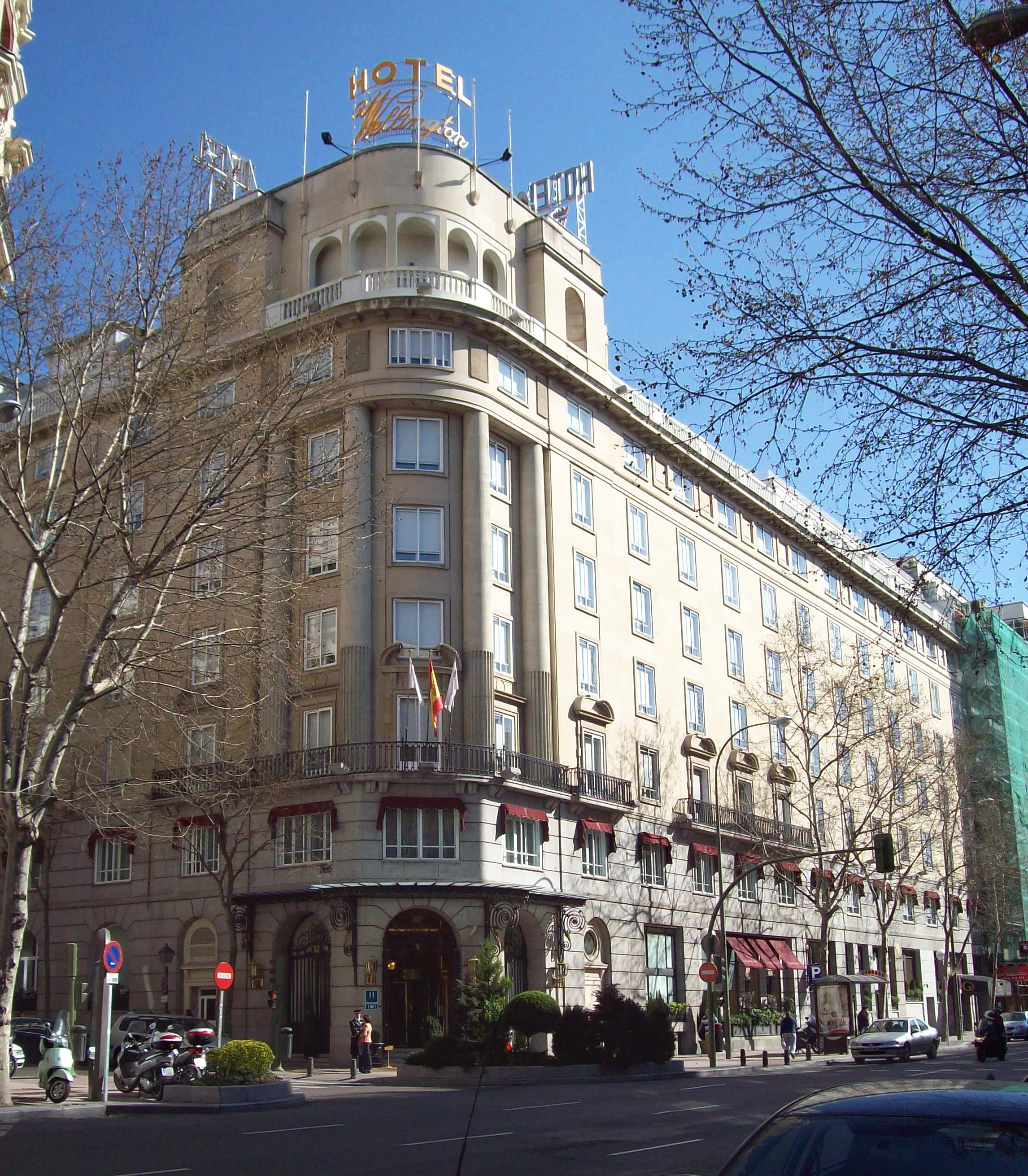
Hotel Wellington (Madrid).

Estudió en la Escuela de Arquitectura de Madrid obteniendo el título en 1918, ciudad en la que trabajó preferentemente. Tras finalizar la carrera de arquitecto en Madrid colabora con Antonio Palacios (periodo de 1920 a 1922). Tras este periodo inicia colaboración con el compañero de carrera Rafael Bergamín en el diseño de la Colonia Parque-Residencia (1929), y de la Ciudad Universitaria. Realizó otras colaboraciones en diversos países europeos, como Francia, Italia e Inglaterra. Es fundador del Grupo madrileño ADLAN (Amigos de las Artes Nuevas). 
Cofundador el 11 de febrero de 1933 de la Asociación de Amigos de la Unión Soviética, creada en unos tiempos en que la derecha sostenía un tono condenatorio a los relatos sobre las conquistas y los problemas del socialismo en la URSS. 
En 1973 ingresó en la Real Academia de Bellas Artes. Dedicó el discurso de entrada a "La Arquitectura de Zuazo y su tiempo", arquitecto al que sucedió en el sillón académico. Es nombrado director de la Academia en enero de 1983, ejerciendo su puesto hasta su fallecimiento.

## Obra
Entre sus obras se cuentan la Sede de la Embajada británica en Madrid, el Hotel Wellington, el edificio Bayer, el Colegio Mayor Jaime del Amo, y varios edificios de El Corte Inglés, entre ellos el de la calle Preciados de Madrid, que realiza en colaboración con el arquitecto Juan Gómez González; o el de Plaza Catalunya, el primer centro El Corte Inglés de Barcelona, inaugurado en septiembre de 1962. En 1969 se inaugura El Corte Inglés del Paseo de la Castellana, con presencia de Luis Blanco-Soler, considerado el gran almacén más grande de la península ibérica. En Zaragoza construyó en 1930 junto a Rafael Bergamín el chalet de Matías Bergua.